# Moby Dick/Velocità
Moby Dick/Velocità è un singolo del gruppo musicale italiano Banco del Mutuo Soccorso, pubblicato nel 1983 come unico estratto dall'undicesimo album in studio Banco.

## Tracce
Testi e musiche di Francesco Di Giacomo, Vittorio Nocenzi e Gianni Nocenzi.
1. Moby Dick – 5:18
2. Velocità – 5:30